# Henry Potez
Henry Potez, francoski letalski konstruktor, * 30. september 1891, Méaulte, † 9. november 1981, Pariz.   
Študiral je v francoski letalski šoli Supaéro. Skupaj z Marcelom Dassaultom je razvil Potez-Bloch propeler, ki se je po leti 1917 uporabljal na večini zavezniških letal 1. svetovne vojne. Leta 1919 je ustanovil podjetje Aviations Potez, ki je v medvojnem obdobju razvilo več letal, med njimi tudi vodna. Leta 1923 je kupil podjetje Alessandro Anzani.
Njegova letala kot npr. Potez 25, 39, 54, 62, 63 so bila velik mednarodni uspeh in so podrla več svetovnih rekordov. V obdobju 20 let je zgradil okrog 7000 letal, 40 prototipov, 20 od njih je doseglo serijsko proizvodnjo.
Leta 1936 je Francoska levičarska vlada zaradi političnih in strateških razlogov nacionalizirala njegove tovarne.